# کریستین کاکس
کریستین کاکس (انگلیسی: Kristian Cox; ۲۸ سپتامبر ۱۹۹۲ – ) بازیکن فوتبال اهل بریتانیا بود.
از باشگاه‌هایی که در آن بازی کرده‌است می‌توان به باشگاه فوتبال نیو میلز، باشگاه فوتبال هاید، باشگاه فوتبال گرزلی، باشگاه فوتبال پورت ویل، و باشگاه فوتبال ایلکستون اشاره کرد.